# Spada di Orione

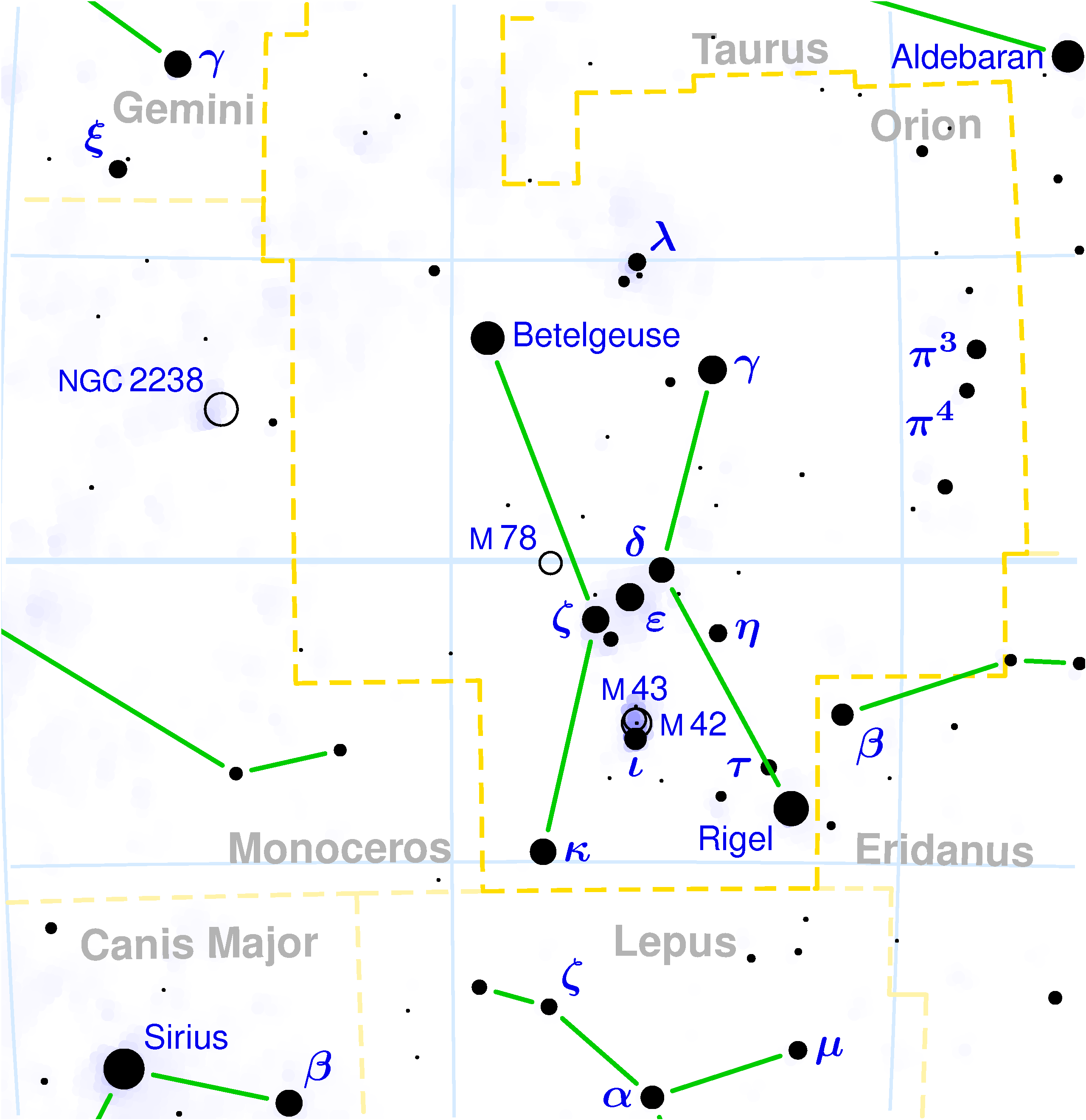
Mappa della costellazione di Orione. La Spada è formata dalle tre minute stelle e dalle nebulose M42 e M43, visibili sotto le tre stelle della Cintura.

La Spada di Orione è un asterismo ben riconoscibile a sud della famosissima Cintura di Orione.

## Osservazione
L'asterismo, grazie alla sua posizione vicina all'equatore celeste, è ben visibile da tutti i luoghi abitati della Terra; si mostra come una "colonna" di piccole stelle e nebulose disposte in senso nord-sud. 
Come la Cintura di Orione, anche la Spada ha una lunga storia osservativa; sia Cicerone che Germanico la citano riferendosi ad essa come ensis, ossia la "spada" del gigante Orione. Il nome Ensis è rimasto come nome proprio della stella η Orionis, sebbene questa si trovi in posizione diversa dall'asterismo, il quale è formato dalle stelle 42 Orionis, θ Orionis (l'ammasso del Trapezio), e ι Orionis.
Anche gli Arabi la consideravano come una spada, chiamandola Saif al Jabbār, ossia "La spada del gigante". Presso i Cinesi era 伐 (punizione), mentre nella tradizione giapponese aveva il significato di Ko-mitsu-boshi （小三星）, le "Tre Piccole Stelle".

## Caratteristiche
Tra le sue componenti ha una posizione fondamentale la Nebulosa di Orione (M42): creduta in antichità una semplice stella, magari un po' sfocata, si rivela essere una delle più grandi nebulose conosciute, nonché la più luminosa osservabile dalla Terra e la più studiata. Grazie all'osservazione di questa nebulosa, gli scienziati hanno potuto osservare e studiare gli stadi fondamentali della formazione stellare.
Fra le tre stelle della Spada sono presenti, oltre alla Nebulosa di Orione, altri due sistemi nebulosi importanti: uno è costituito dalla Nebulosa De Mairan (M43), in realtà direttamente connesso con la Nebulosa di Orione, e a nord, NGC 1977, una nebulosa a riflessione illuminata dalla stella 42 Orionis.